# Joulia Makarova
Pour les articles homonymes, voir Makarova.
Joulia Makarova, née le 24 novembre 1981, est une biathlète russe. 

## Carrière
Elle a connu plusieurs succès durant sa carrière junior, avec cinq médailles dans les championnats du monde de la catégorie dont un titre sur le relais en 2001. En senior, elle obtient ses principaux résultats entre 2003 et 2005 avec un podium de Coupe du monde obtenu dans un relais à Oberhof en janvier 2005.

## Palmarès

### Championnats du monde
- Mondiaux 2005 à Hochfilzen : 30e de l'individuel.

### Coupe du monde
- Meilleur classement général : 35e en 2005.
- 1 podium en relais : 1 deuxième place.
- Meilleur résultat individuel : 6e.

#### Classements annuels
| Année | Classement général final |
| 2004  | 55e                      |
| 2005  | 35e                      |

### Championnats d'Europe
- Médaille d'or du relais en 2003.
- Médaille d'argent du relais en 2002.

### Championnats du monde junior
- Médaille d'or du relais en 2001.
- Médaille d'argent du sprint et du relais en 2000.
- Médaille de bronze de l'individuel et du sprint en 2001.

### Championnats d'Europe junior
- Médaille d'or du relais en 2000 et 2001.
- Médaille d'or de la poursuite en 2001.
- Médaille d'argent du sprint en 2001.